# Koktokay

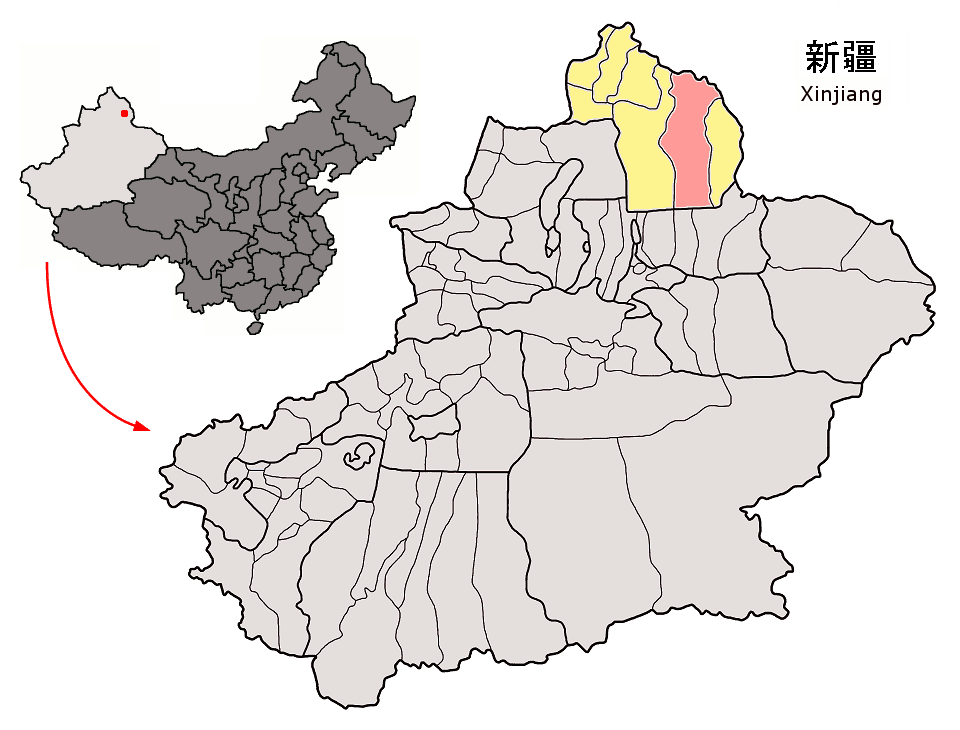
Lage von Fuyun (rosa) im Regierungsbezirk Altay (gelb)

Koktokay bzw. Fuyun (chinesisch 富蕴县, Pinyin Fùyùn Xiàn, uigurisch كوكتوقاي ناھىيىسى Koktoⱪay Naⱨiyisi, kasachisch كوكتوعاي اۋدانى Köktoğay Awdanı) ist ein Kreis im Kasachischen Autonomen Bezirk Ili im Uigurischen Autonomen Gebiet Xinjiang der VR China. Er gehört zum Verwaltungsgebiet des Regierungsbezirks Altay. Die Fläche beträgt 32.327 Quadratkilometer und die Einwohnerzahl 87.886 (Stand: Zensus 2010). Sein Hauptort ist die Großgemeinde Ku Ertix (库额尔齐斯镇).
1931 wurde das Gebiet von einem schweren Erdbeben getroffen, dem Erdbeben von Fuyun (Fuyun dizhen).

## Persönlichkeiten
- Liu Yanfei (* 1967), Eisschnellläufer